# 長者ヶ橋
長者ヶ橋（ちょうじゃがばし）は、新潟県佐渡市深浦の日本海に架かる新潟県道45号佐渡一周線の橋長294 m（メートル）のエクストラドーズド橋。

## 概要
- 形式 - PC5径間連続エクストラドーズド橋（エクストラドーズド橋は3径間）
- 橋長 - 294.0 m
- 設計 - 日本構造橋梁研究所[1]

長者ヶ橋は橋脚が少なく、海上橋であること、景観上の配慮などから、新潟県内で初めてのエクストラドーズド橋を採用した。橋梁形式の選定にあわせ、住民や有識者によって周辺開発検討委員会が組織され、橋梁の美装化が検討され、照明・高欄・親柱・歩道に、宿根木地区の街並みや地域の建築物をモチーフとすることになった。このため照明灯には扇形のモチーフを、高欄にも窓格子と千石船の格子をモチーフにした。
また、主塔には宿根木出身の地理学者である柴田収蔵が1852年（嘉永5年）に描いた世界地図である新訂坤輿略全図（しんていこんよりゃくぜんず）のレリーフが飾られている。
日本海側の厳しい条件を考慮して斜材の定着部を桁内とし、斜材についてはエポキシ樹脂塗装鋼線・ポリマーグラウト・フッ素樹脂塗装保護管による三重防錆仕様を採用した。加えて主桁と主塔に塩害塗装を採用し耐久性向上に努めた。

## 歴史
長者ヶ橋の架かる小木町深浦地区はかつて隣接する沢崎地区から深浦地区への交通手段は船のほかなく、転覆事故なども発生した。後に町道での迂回経路が完成したが、幅員狭小かつ見通しが悪いなどの問題を抱えていた。
このため昭和50年代から架橋を求められ、深浦地区は佐渡弥彦米山国定公園の指定区域内にあり、また枕状溶岩を有し名勝に指定されているため文化庁との協議が開始された。その際橋脚を少なく、桁高を小さく、海上から高くならないなどの制約が付き、景観に対する配慮も求められた。協議が整い1996年度（平成8年度）から道路改築事業に着手した。長者ヶ橋は深浦大橋の仮称で工事が行われ、橋梁架設は冬季の厳しい気象条件や離島であり機器の調達性などの困難があり約5年の歳月、事業費44億円を費やして2002年度（平成14年度）に完成した。
長者ヶ橋の完成によって、路線バスが深浦地区から沢崎地区まで延伸されて交通の利便性が向上した。また救急車両等が通行可能となり、患者の搬送時間のが大幅に削減された。更に深浦地区と沢崎地区の交流・連携の強化が取られるようになった。